# Столбово (Брянська область)
Столбово (рос. Столбово) — село у Брасовському районі Брянської області Росії. Входить до складу муніципального утворення Столбовське сільське поселення.
Населення — 222 особи.
Розташоване за 16 км на схід від смт Локоть, за 5 км на північний захід від села Глодневе.
Є відділення поштового зв'язку, сільська бібліотека.

## Історія
Згадується з 1709 року в складі Глодневського стану Севського повіту. Спочатку — як слобідка Столбовська (Миколаївська), володіння розташованого поруч Столбовського Миколаївського монастиря. Після скасування монастиря (1764) його Петропавлівська церква була визнана як парафіяльна, а монастирська Столбовського слобідка стала іменуватися селом Столбово.
У 1778—1782 рр. входило в Луганський повіт, з 1782 по 1928 рік — в Дмитрівському повіті. У середині XIX століття було центром особливої волості для державних селян. З 1861 — у складі Глодневської волості (найбільше село волості). У 1872 році була відкрита земська школа.
З 1929 року — в складі Брасовського району. До 2005 року — центр Столбовської сільради.

## Населення
За найновішими даними, населення — 222 особи (2013).
У минулому чисельність мешканців була такою:
| Роки      | 1858 | 1866 | 1878 | 1897 | 1920 | 1926 | 1979 | 1989 | 2002 | 2010 |
| --------- | ---- | ---- | ---- | ---- | ---- | ---- | ---- | ---- | ---- | ---- |
| Населення | 955  | 977  | 1104 | 1261 | 1675 | 1315 | 462  | 365  | 308  | 199  |

## Відомі люди
- Мелетій (Дьомін) — ієромонах Російської православної церкви, церковний подвижник.